# Nós Queremos uma Valsa
Nós Queremos uma Valsa é uma valsa composta por Frazão e Nássara para o Carnaval de 1941.
Ela foi composta especialmente para Dircinha Batista, a qual não se animou a gravá-la, alegando que a valsa não teria chance no Carnaval. Então, os compositores resolveram entregá-la a Carlos Galhardo, que, na época, já era chamado de Rei da Valsa.
A novidade agradou plenamente os foliões de 1941 e, mais ainda, ao jornalista Morais Cardoso, o Rei Momo carioca do ano. Devido à obesidade, como todo Rei Momo, Cardoso sofria de problemas de saúde, como inchaços nos pés, e sentia dificuldades em cumprir suas obrigações carnavalescas, que incluíam sambar nos muitos bailes a que tinha que comparecer.
Logo, tomando conhecimento da valsa, adotou-a como sua música oficial, que passou a ser executada nos lugares aonde ia. Naturalmente, essa decisão amenizou sua obrigação de dançar, reduzindo-a a leves valsados.
Nós Queremos uma Valsa tem sua melodia calcada na clássica Valsa dos Patinadores, de Emil Wauldteufel, enquanto sua letra evoca reminiscências, quando "uma valsa de roda era o requinte da moda". Para caracterizar o clima carnavalesco, sua introdução reproduz um clássico toque de clarim.

## Covers
- Luiz Gonzaga (acordeão) (1941)
- Pixinguinha e sua banda (1957)